# Spiripockia
Spiripockia is een geslacht van weekdieren uit de klasse van de Gastropoda (slakken).

## Soort
- Spiripockia punctata Simone, 2012